# Peter Heber
Peter Heber (* 1956 in Süderbrarup) ist ein deutscher zeitgenössischer Künstler.

## Leben und Werk
Peter Heber studierte 1978–87 an der Hochschule für Bildende Künste in Hamburg. Er lebt und arbeitet in Hannover. In großformatigen Arbeiten erforscht der Künstler mit Hilfe unterschiedlicher Techniken und in einem experimentellen Umgang „mit dem malerischen Material Strukturen und Bildzustände, die von zart lasierend zu hochgradig pastosen Werken reichen. Seine abstrakten Gemälde bewegen sich oftmals in einem monochromen Farbenspektrum, die vielfältige Naturprozesse aufgreifen.“ (Karin Orchard: )

## Ausstellungen (Auswahl)
- 2019 Sprengel Museum Hannover
- 2016 Galerie Papenhuder 57, Hamburg
- 2015 Städtische Galerie Kubus, Hannover
- 2015 Künstlerhaus Hamburg-Bergedorf
- 2012 Kunstverein Wunstorf
- 2012 Richard Haizmann Museum, Niebüll